# Bergarbeitersiedlung Mausegatt

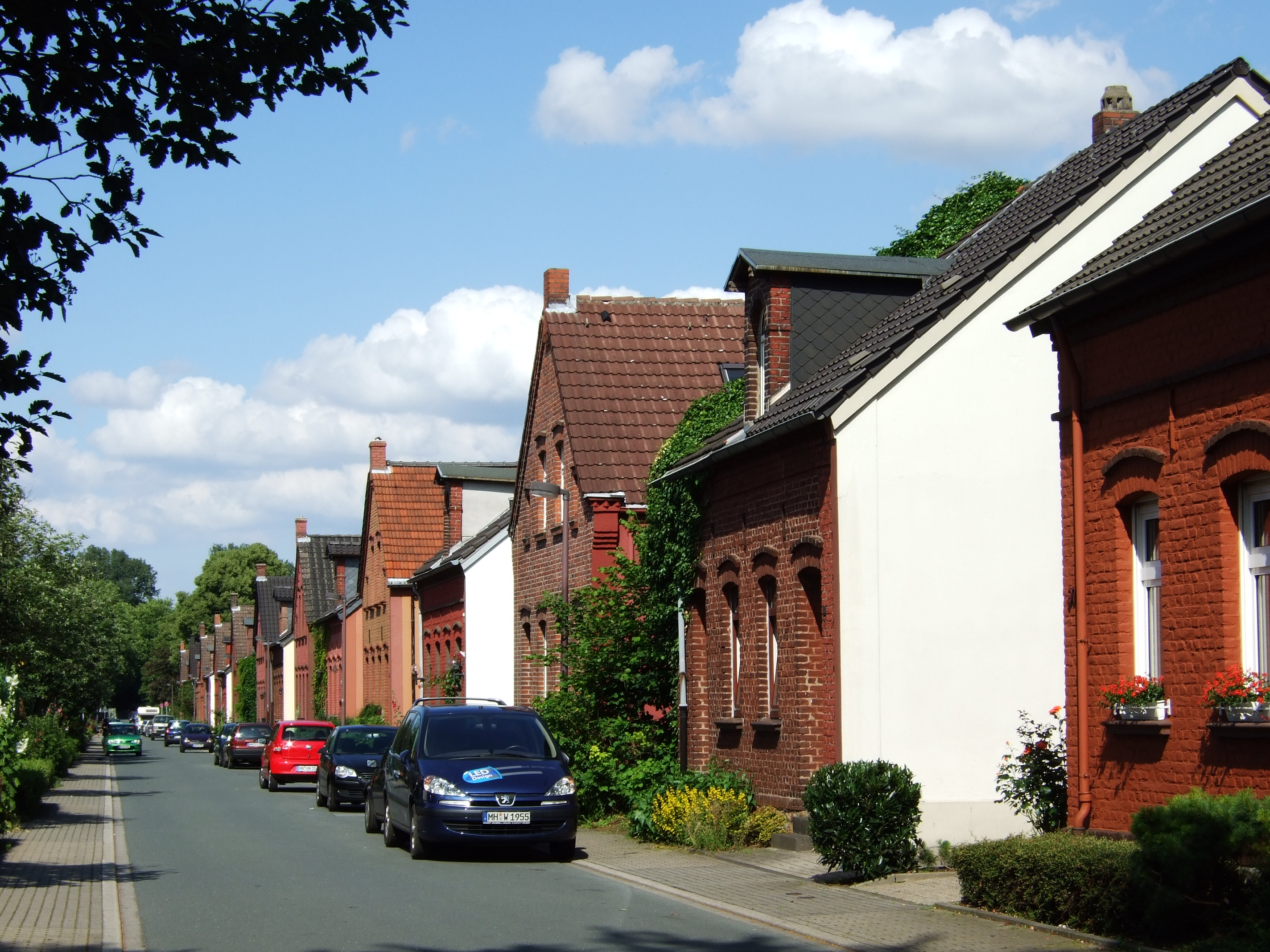
Mausegattstraße von Westen

Die Bergarbeitersiedlung Mausegatt/Kreftenscheer im Stadtteil Holthausen in Mülheim an der Ruhr wurde als Colonie Wiesche für die Arbeiter der Zeche Wiesche errichtet. Heute stehen die erhaltenen 106 Häuser unter Denkmalschutz und sind Teil der Route der Industriekultur.

## Geschichte
1899 wurde vom Mülheimer Bergwerks-Verein der Grundstein gelegt. Arbeiter aus den preußischen Ostprovinzen und Polen, die in der Zeche Wiesche arbeiteten, wurden hier angesiedelt. Von der Siedlung bis zur Kaue waren es nur 10 Minuten Fußweg. 1905 und 1911 wurde die Kolonie weiter ausgebaut. 1914 erhielten die beiden Straßen „Mausegatt“ und „Kreftenscheer“ ihre Namen, abgeleitet von alten Flözbezeichnungen.